# Kanton Roubaix-2
Kanton Roubaix-2 is een kanton in het Franse Noorderdepartement. Het kanton maakt deel uit van het arrondissement Rijsel. Het kanton bestaat uit twee gemeenten en een gedeelte van de gemeente Roubaix en is op 22 maart 2015 gevormd uit de voormalige kantons Lannoy (1 gemeente) en Villeneuve-d'Ascq-Sud (1 gemeente) en een gedeelte van de gemeente Roubaix.

## Gemeenten
Het kanton Roubaix-2 bevat de volgende gemeenten:
- Leers
- Roubaix (gedeeltelijk) (hoofdplaats)
- Wattrelos